# Oreste Pipolo
Oreste Pipolo (Napoli, 30 giugno 1949 – Napoli, 15 febbraio 2015) è stato un fotografo italiano attivo dal 1976 nella città natale.
Curatore di seminari di fotografia, è considerato uno dei fotografi che meglio ha ritratto, in tempi recenti, il capoluogo partenopeo — la Napoli di Eduardo, città a rischio e della perenne emergenza — visto tuttavia, attraverso l'obiettivo fotografico, nei suoi momenti di festa.
Specializzato fin dall'inizio della sua attività in servizi matrimoniali — Ferdinando Scianna lo definì lo sciamano delle spose — è, per i napoletani, il fotografo delle spose, soprattutto per il suo stile personale che ha costituito la base per una vera e propria fotografia di genere. Il rotocalco televisivo Speciale TV7 di Rai 1 gli ha dedicato un servizio curato dalla giornalista Emma D'Aquino. 
Menzionato in saggi ed opuscoli tascabili, ha lavorato per personaggi dello spettacolo come Peppe Alario, Mimmo Jodice e Giancarlo Giannini. 
Nel 1998 Matteo Garrone ha girato Oreste Pipolo fotografo di matrimoni, documentario sulla sua vita da cui Marco Bellocchio ha tratto il film Il regista di matrimoni con Sergio Castellitto.
Oreste Pipolo muore il 15 febbraio 2015 a Napoli, dopo una breve malattia, all'età di 65 anni.

## Volumi pubblicati
- Napoli Smogking (1992)
- La Napoli di Eduardo (1995)
- Napoli a Nozze (1996)
- Odore di Caffè (1999)